# Slawische Union
Die Organisation Slawische Union (russisch Славянский Союз, transkribiert Slawjanski Sojus) war eine rechtsextreme russische Organisation, die als neonazistisch eingeordnet wurde. Dmitri Djomuschkin, ein Neonazi, war deren Gründer und Parteivorsitzender.

## Geschichte
Die Organisation Slawische Union (russisch: Slawjanski Sojus; kurz SS, als Anlehnung an die Waffen-SS) wurde 1999 von Djomuschkin gegründet. Die Organisation entwickelte sich mit der Zeit als größte Neonazi Gruppierung in Russland. Die Mitglieder waren auch Veranstalter der Russischen Märsche. Auch trat die Organisation paramilitärisch auf.
2010 wurde die Organisation von einem Gericht in Moskau als extremistisch eingestuft und verboten.